# Textrix caudata
Textrix caudata är en spindelart som beskrevs av Ludwig Carl Christian Koch 1872. Textrix caudata ingår i släktet Textrix och familjen trattspindlar. Inga underarter finns listade i Catalogue of Life.